# Maodez Glanndour
Maodez Glanndour fou el sobrenom de Loeiz ar Floc'h (Pontrev, 1909 - Lannion, 1986), sacerdot i escriptor en bretó. Va exercir com a rector a Louannec, participà en la reforma de l'ortografia del bretó el 1941 i va dirigir algunes revistes bretones entre 1940 i 1970, d'aparició esporàdica:
- Studi hag Ober, consagrada a la recerca teològica i a la publicació dels textos litúrgics per a les celebracions religioses en bretó.
- Kaieroù Kristen
- Gwerin consagrada a l'edició de reculls folklòrics de cançons bretones populars
- Ar Bedenn evit ar Vro, però aquestes revistes, publicades principalment entre 1940 i 1970, foren bastant esporàdiques i no tenien base popular.

## Publicacions
L'essencial de la seva obra està formada pels seus reculls de poemes com Troellennoù Glas (Les Espirals blaves), Bragerizoù Ene (Les joies de l'ànima), apareguts el 1937 i el 1939 a Gwalarn, grans poemes com « Imram » (« Navegació ») (1941), « Milc'hwid ar Serrnoz » (« La maledicció del crepuscule ») (1946), que ha estat traduït al francès per Armand Robin, i que fou recollit amb altres poemes llevat el « Milc'hwid » el 1949 al recull : Komzoù bev (Paraules vives) reeditat el 1984 per Al Liamm.
El 1949, igualment, « Telenngan d'an teir vertuz »" (« Oda a les tres virtuts »). El 1951, « Kanadeg evit Nedeleg » (« Cantata per Nadal «) reeditat el 1984 per Al Liamm amb « Milc'hwid ar Serrnoz » en un volum amb el títol de Telennganoù. El 1979, « Vijilez an deiz diwezhañ » (« Nocturn del darrer dia »), el darrer i el més profètic dels seus poemes. El 1983, « Va levrig skeudennoù » (« El meu petit llibre d'imatges »).
També ha estat autor de nombroses traduccions al bretó de texts grecs dels Evangelis i de texts originals hebreus de la Bíblia en col·laboració amb l'abat Gwilherm Dubourg, amb qui treballà sobre un projecte comú durant molts anys.
Va publicar dos reculls de texts de filosofia a Al Liamm, "Kregin-mor" (Cloïsses marines) 1987, "Dre inizi ar Bed Keltiek" (Per les illes del món cèltic) 1991. També va estudiar la literatura oral i amb Jean-Pierre Foucher publicà un recull de poemes populars de Bretanya (2 toms 10-18, 1977), "Le Brasier des ancêtres" (edició bilingüe).